# شیوادد
شیوادد (نام علمی: Sivatheriinae) نام یک سرده از تیره زرافه‌سانان است.
آمار و ارقام
زیستگاه: دشت‌ها و جنگل‌های هند و آفریقا
دورهٔ زمانی: اواخر پلیوسن مدرن یعنی بین ۵ میلیون تا ۱۰ هزار سال پیش
اندازه و وزن: ۳٫۹ متر طول و ۴۵۰ تا ۹۰۰ کیلوگرم وزن
رژیم غذایی: چمن
ویژگی‌های متمایز: اندازه بزرگ، دو جفت شاخ روی سر
دلیل انقراض: شکار به دست انسان نخستین، تغیرات محیط زیست و گرم شدن زمین
دربارهٔ شیوا دد (سیواتریوم)
این جانور برای نخستین بار در رشته کوه‌های هیمالیا کشف شد. نقاشی‌های این پستاندار پیشاتاریخ بر روی صخره‌های و غارها حفظ شده‌است که نشان می‌دهد ممکن است به عنوان یک‌نیمه خدا نیز پرستش شده باشد. آخرین جمعیت سیواتریوم در پایان آخرین عصر یخبندان، حدود ۱۰۰۰۰ سال پیش منقرض شدند، قربانیان تخریب انسان و همچنین تغییرات محیطی، زیرا گرم شدن دما در نیمکره شمالی قلمرو آن و منابع موجود علوفه آن را محدود کرده بود.